# Cevat
Cevat ist ein türkischer männlicher Vorname arabischer Herkunft mit der Bedeutung „freigiebig“; „großzügig“. Die arabische Form des Vornamens ist Dschawad.

## Namensträger
- Cevat Rıfat Atilhan (1892–1967), osmanischer Militär und türkischer Autor
- Cevat Çobanlı (1870/71–1938), osmanischer Offizier und Kriegsminister sowie türkischer Politiker
- Cevat Güler (* 1959), türkischer Fußballtrainer
- Cevat Şakir (1886–1973), türkischer Schriftsteller
- Cevat Yerli (* 1978), deutsch-türkischer Unternehmer und Computerspiele-Entwickler